# Eleven testek (regény)
Az Eleven testek (Warm Bodies) egy 2010-ben megjelent paranormális románc regény Isaac Marion tollából. A könyv a szerző „I Am a Zombie Filled with Love” című novellájának kibővítéséből született, és egy modernkori Rómeó és Júlia feldolgozásnak tekinthető.
A regény hamar sikeressé vált. Marion 2013-ban elektronikus formában publikált egy előzmény kisregényt The New Hunger címmel.. 2012-ben a blogján jelentette be, hogy a regény folytatásán dolgozik.
2013 februárjában kezdték el játszani a mozik a regényből készült, azonos című filmváltozatot, melyet Jonathan Levine rendezett. A főbb szerepeket Nicholas Hoult, Teresa Palmer, John Malkovich és Rob Corddry játszották.
Magyarul a Libri Kiadó jelentette meg 2013-ban, Nagy Gergely fordításával.

## Cselekmény
A történet egy apokalipszis utáni világban játszódik, narrátora és főszereplője pedig R, egy zombi. Nincsenek emlékei arról, hogy ki volt, de érzi, hogy valami nincs rendben a világgal. Egy vadászat alkalmával elfogyasztja egy fiatalember agyát, és magáévá teszi az emlékeit is, így szeretve bele annak barátnőjébe. A szerelmen keresztül felébrednek benne az emberi érzések, és mindent megtesz, hogy megóvja a lányt (Julie) a többi zombitól (akik két típusba sorolhatók: a foszladozó „husik”, és a lecsupaszított „csontik”), majd később épségben hazajuttassa a Stadionba. Szerelmük kihatással lesz a többi élőholt és eleven sorsára.

## Magyarul
- Eleven testek; ford. Nagy Gergely; Libri, Bp., 2013

## Külső hivatkozások
- A regény a Moly.hun.
- Az Eleven testek a Libri Kiadónál.
- A szerző blogja.
- A szerző weboldala.